# Procule de Marseille
Pour les articles homonymes, voir Proculus.
Proculus fut évêque de Marseille de 380 à 430.

## Biographie
Proculus est le deuxième évêque de Marseille que nous connaissons après Oresius. Cet énergique et ambitieux prélat occupe le siège épiscopal de Marseille durant un demi-siècle de 380 à 430. 
Au début de son ministère, il participe en 381 au concile d’Aquilée où il s’agit de régler des questions relatives à l’arianisme. Avec l’évêque d’Orange, Proculus représente dans cette assemblée ses collègues des trois provinces de la Viennoise et des deux Narbonnaises. La grande province de la Narbonnaise avait été divisée une première fois en 284 en deux : la Narbonnaise sur la rive droite du Rhône et la Viennoise ; cette dernière province sera également divisée en deux en 381 : la Viennoise et la Narbonnaise seconde. Les villes de Marseille et d’Arles se trouvaient dans la Viennoise tandis qu’Aix-en-Provence se situait dans la Narbonnaise seconde.
Conformément au concile de Nicée de 325, il devait y avoir dans chaque cité un évêque et dans chaque province un évêque métropolitain avec juridiction sur les autres évêques. Il devait donc y avoir un métropolitain à Vienne et un à Aix-en-Provence.
Proculus ne reconnaît pas l’autorité de Vienne, chef lieu de la province, pas plus que celle d’Arles. En 398 le concile de Turin rappelle le principe décidé à celui de Nicée, mais fait une exception pour Proculus en le reconnaissant comme métropolitain pour la Narbonnaise seconde bien que l’évêché de Marseille ne fasse pas partie de cette province : Aix-en-Provence, Apt, Gap, Fréjus et Antibes sont ainsi ses suffragants. Cette dérogation devait s’éteindre avec sa mort.
Proculus s’affronte avec le nouvel évêque d’Arles, Patrocle qui réclame la restitution des deux paroisses : Saint-Jean-de-Garguier près de Gémenos et Ceyreste près de La Ciotat. Ces paroisses faisaient partie de celles d’Arles mais la proximité géographique les avait fait considérer comme les dépendances de Marseille. Le pape Zosime intervient en faveur de Patrocle par lettre du 22 mars 417, mais Proculus ne se soumet pas. La mort du pape Zosime le 26 décembre 418 met fin au conflit.
Proculus vivra encore une dizaine d’années puisque le pape Célestin se plaint en 428 aux évêques de la Viennoise et de la Narbonnaise que l’évêque Proculus se soit réjoui du meurtre de son frère Patrocle. C’est durant le pontificat de Proculus, prélat énergique et entreprenant, qu’il faut faire remonter les deux grandes fondations de cette époque : l'abbaye Saint-Victor de Marseille et la première cathédrale de la ville.